# Luise Ulrike của Phổ
Luise Ulrike của Phổ (tiếng Thụy Điển: Lovisa Ulrika; 24 tháng 7 năm 1720 – 16 tháng 7 năm 1782) là Vương hậu Thụy Điển từ năm 1751 đến năm 1771 với tư cách là phối ngẫu của Adolf Fredrik và là Thái hậu trong thời kỳ trị vì của con trai là Gustav III của Thụy Điển.

## Tiểu sử
Luise Ulrike được sinh ra tại Berlin, là con gái của Friedrich Wilhelm I của Phổ và Sophie Dorothea của Hannover (hay còn gọi là Sophia Dorothea của Đại Anh), cũng như là em gái của Wilhelmine xứ Bayreuth và Friedrich Đại đế. Vương nữ được đặt cái tên Ulrike theo mẹ đỡ đầu là Ulrika Eleonora của Thụy Điển, và bà thường trao đổi thư với Nữ vương. Luise Ulrike được tin là sẽ kết hôn với một người con trai của Ulrika Eleonora nếu có, vì bản thân Nữ vương từng được xem xét để trở thành phối ngẫu của Friedrich Wilhelm, tuy nhiên Ulrika Eleonora qua đời mà không có hậu duệ.
Luise Ulrike được miêu tả là xinh đẹp, thông minh, có tính khí và ý chí mạnh mẽ. Bà được nhận một nền giáo dục tiến bộ tuân theo Thời kỳ Khai sáng của Pháp bởi Marthe de Roucoulle và Maturin Veyssiére la Croze, đều là những người Huguenot Pháp. Niềm đam mê trí tuệ của Luise Ulrike không bị cha bà phản đối, mặc dù nhà vua không chấp thuận sở thích học tập của những người anh trai, song ông đã không làm vậy đối với Vương nữ, người được cho là đứa con yêu thích của nhà vua.
Luise Ulrike và người anh trai cả, sau này là Friedrich Đại đế có mối quan hệ khá tốt, và cả hai anh em đều có chung sở thích về khoa học và văn hóa. Trong số các anh chị em, những người mà Luise Ulrike yêu thích nhất là em trai của bà, Vương tử August Wilhelm và chị gái của bà là Vương nữ Sophie Dorothea. Tại triều đình của Vương hậu Sophia Dorothea, Luise Ulrike được giới thiệu với Voltaire, người mà bà đã trao đổi thư từ suốt đời, cùng với Maupertuis. Một số cuộc hôn nhân đã được cân nhắc cho Vương nữ từ năm 1732 trở đi, bao gồm Frederick Lewis, Thân vương xứ Wales, Carlos III của Tây Ban Nha và Ludwig xứ Hessen-Darmstadt, nhưng không đạt được kết quả nào. Luise Ulrike được bổ nhiệm làm phó giám mục của Tu viện Quedlinburg với triển vọng trở thành Nữ Thân vương Viện mẫu vào năm 1743, một tước hiệu mà bà không chấp thuận.
Năm 1743, một cuộc bầu cử được tổ chức để bổ nhiệm một vị trữ quân lên nắm ngai vàng Thụy Điển vì Fredrik I của Thụy Điển không có con, và nhiếp chính trên thực tế của Pháp là Hồng y Fleury đã đề xuất một cuộc hôn nhân giữa Luise Ulrike và ứng cử viên của Pháp là Christian IV, Phong địa Bá tước xứ Zweibrücken, nhưng kế hoạch đã bị hủy bỏ khi Christian để thua ứng cử viên của Nga là Adolf Friedrich xứ Holstein-Gottorp. Khi các cuộc đàm phán được tiến hành để sắp xếp một cuộc hôn nhân cho vị trữ quân mới đắc cử, ứng cử viên đầu tiên cho cuộc hôn nhân là Vương nữ Louise của Đan Mạch, nhưng kế hoạch đã bị hủy bỏ khi có quyết định tạo ra một liên minh tay ba giữa Thụy Điển, Nga và Phổ thông qua hôn nhân trong nội tộc. Do đó, người thừa kế ngai vàng Thụy Điển sẽ kết hôn với một thành viên của hoàng gia Phổ, trong khi người thừa kế ngai vàng Nga sẽ kết hôn với Sophie xứ Anhalt-Zerbst (sau này là Yekaterina Đại đế), người được Phổ lựa chọn. Theo thỏa thuận, Luise Ulrike hoặc em gái là Vương nữ Anna Amalie sẽ được chọn cho cặp ghép của Thụy Điển. Sứ thần Thụy Điển tại Berlin, Carl Rudenschöld, đã kiểm tra hai chị em Vương nữ và đề xuất rằng lời đề nghị nên đưa ra cho Luise Ulrike. Trong khi đó, bản thân Friedrich Đại đế lại chọn Anna Amalie cho cuộc hôn nhân với Thụy Điển, và nhà vua miêu tả với các đại diện của Thụy Điển rằng Anna Amalie là người tốt bụng và phù hợp hơn, trong khi Luise Ulrike lại kiêu ngạo, nóng tính và mưu mô. Phán quyết của vua Friedrich được cho là được đưa ra vì ông tin rằng Anna Amalie sẽ dễ bị kiểm soát hơn khi làm điệp viên cho Phổ tại Thụy Điển so với Luise Ulrike, một người có ý chí mạnh mẽ và thích chi phối. Tuy nhiên, sau khi tham khảo ý kiến của vua Adolf Fredrik, những người đại diện của Thụy Điển đã chọn Luise Ulrike và vua Friedrich đã đưa ra lời đồng ý vào ngày 1 tháng 3 năm 1744. Vương nữ được dạy về Thụy Điển, được khuyên không nên tham gia vào chính trị và cải sang Luther giáo vào ngày 28 tháng 6.

## Trữ phi

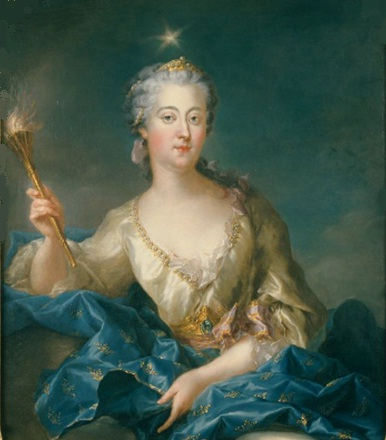
Luise Ulrike của Phổ trong vai Nữ thần Aurora bởi Francois-Adrien Latinville (1747).

Vào ngày 17 tháng 7 năm 1744, Luise Ulrike kết hôn với Adolf Fredrik thông qua ủy nhiệm tại Berlin, với người em trai yêu quý của bà là August Wilhelm làm người đại diện cho chú rể đang vắng mặt. Luise Ulrike được bá tước Carl Gustaf Tessin, vợ của ông là Ulla Tessin và cháu gái của vợ là Charlotta Sparre, người được bổ nhiệm làm nữ thị tùng, hộ tống từ Berlin đến Pomerania thuộc Thụy Điển. Tại đây, đoàn tùy tùng được Tổng đốc tỉnh và triều đình của cố nữ vương chào đón dưới sự lãnh đạo của Mistress of the Robes, Bá tước phu nhân Hedvig Elisabet Strömfelt. Luise Ulrike chỉ giữ lại nữ quan Wilhelmine von der Knesebeck và một vài người hầu trong đoàn tùy tùng người Phổ của mình.
Đoàn tùy tùng rời khỏi Rügen và đến Thụy Điển tại Karlskrona, nơi bà được chồng là Trữ quân Adolf Fredrik của Thụy Điển chính thức tiếp đón. Vào ngày 18 tháng 8 năm 1744, họ được vua Fredrik I chào đón tại Cung điện Drottningholm, nơi lễ cưới thứ hai được tổ chức cùng ngày, tiếp đó là một buổi dạ hội, tiệc chiêu đãi tại cung điện và lễ hoàn tất hôn lễ. Luise Ulrike và Adolf Fredrik được cho là có ấn tượng tốt về nhau ngay từ lần gặp đầu tiên, và mối quan hệ cá nhân của họ được mô tả là hạnh phúc và hòa hợp. Adolf Fredrik được miêu tả là người hướng nội, nhẹ nhàng và dễ bảo. Luise Ulrike được cho là rất hài lòng với Adolf Fredrik vì bà ngay lập tức cảm thấy an toàn khi biết mình là bề trên của chồng. Ngay trong ngày đầu tiên gặp mặt, Luise Ulrike thông báo với Adolf Fredrik rằng anh trai bà là vua Friedrich Đại đế có kế hoạch thành lập liên minh giữa Thụy Điển, Nga và Phổ, và yêu cầu ông nêu vấn đề này với phái viên Phổ, và Adolf Fredrik đã đồng ý.
Luise Ulrike được chào đón nồng nhiệt ở Thụy Điển như là hy vọng cứu rỗi cuộc khủng hoảng kế vị. Khi đứa con đầu lòng của bà chào đời vào năm 1745, đã không có đứa trẻ nào được sinh ra tại vương thất Thụy Điển trong hơn 50 năm, và Luise Ulrike ban đầu giành được sự yêu mến với vẻ đẹp, trí thông minh và sự quan tâm đến khoa học và văn hóa. Carl Gustaf Tessin mô tả Luise Ulrike là "trí tuệ của một vị thần trong hình ảnh của một thiên thần". Mặc dù tiếng Pháp là tiếng mẹ đẻ, Luise Ulrike được Carl Jesper Benzelius dạy cho tiếng Thụy Điển và trở nên thành thạo chỉ sau hai năm. Luise Ulrike học văn học của Thụy Điển và lập một thư viện tiếng Thụy Điển, ngoài ra bà trao đổi thư từ với Viện Hàn lâm Khoa học Hoàng gia và tạo ra một bộ sưu tập khoa học tự nhiên. Tuy nhiên, chính thái độ kiêu căng của Luise Ulrike đã khiến bà dần bớt đi sự yêu mến từ bên ngoài triều đình.
Khi đến Thụy Điển, Luise Ulrike được cấp Cung điện Drottningholm làm nơi nghỉ dưỡng mùa hè, nơi "Triều đình trẻ" theo cách gọi của người dân địa phương, giải trí bằng các buổi dã ngoại, hóa trang và sân khấu nghiệp dư bằng tiếng Pháp. Triều đình của Trữ quân do Carl Gustaf Tessin lãnh đạo, người đã hộ tống Luise Ulrike đến Thụy Điển và cũng là người được sủng ái có ảnh hưởng trong những năm bà là Trữ phi. Adolf Fredrik không mấy để tâm đến Tessin, nhưng Luise Ulrike đã bổ nhiệm ông làm thống chế tại triều đình và cuối cùng là gia sư của con trai bà là Vương tử Gustav. Tessin là người đứng sau nhiều trò tiêu khiển trong vòng tròn của Trữ phi, và ông được cho là luôn háo hức để làm hài lòng Luise Ulrike theo bất kỳ cách nào có thể. Có những tin đồn chưa xác thực rằng Tessin là người tình của Luise Ulrike trong thời gian bà giữ tước hiệu Trữ phi. Gustav III về sau đã giải quyết những tin đồn rằng mặc dù Bá tước Tessin đã yêu Luise Ulrike, nhưng tình cảm của ông chỉ là đơn phương và không được mẹ ông đáp lại, vì mối tình với một nhà quý tộc trái ngược với "bản tính khinh miệt" mà chính Luise Ulrike, với tư cách là một thành viên hoàng gia, dành cho mọi thần dân bất kể là quý tộc hay không. Nhóm người thân cận của Luise Ulrike tại triều đình bao gồm Henrika Juliana von Liewen, người ngay lập tức được bà yêu thích nhất trong số các nữ quan; nữ trí thức Cathérine Charlotte De la Gardie, nhà khoa học Eva Ekeblad và Anders Johan von Höpken dí dỏm.
Từ khi đến Thụy Điển, Luise Ulrike đã tham gia vào hoạt động chính trị. Lý tưởng chính trị của bà là chế độ quân chủ chuyên chế, và bà tỏ ra không thích chế độ quân chủ lập hiến của Thụy Điển ngay từ khi được nghe giải thích. Luise Ulrike cũng không thích hệ thống pháp lý. Khi Luise Ulrike tại một thời điểm nghĩ rằng mình đang bị âm mưu, bà đã viết: "Luật pháp thật kỳ lạ, và người ta không dám bắt giữ ai đó chỉ vì nghi ngờ mà không có bằng chứng, điều này có lợi cho cá nhân hơn là Vương quốc." Luise Ulrike tôn trọng khả năng chính trị của Carl Gustaf Tessin, và coi ông là đồng minh trong mong muốn gia tăng quyền lực hoàng gia của bản thân. Vào lễ Giáng sinh năm 1744, bà đã đến thăm Tessin và tặng một chiếc đèn lồng mang hình dạng nữ thần Diana với dòng chữ: "Chỉ được làm ra để làm sáng tỏ hệ thống chính trị của thời đại".
Trong vòng tròn tại triều đình của Luise Ulrike, bà được bao quanh bởi những người ủng hộ đảng Hats. Henrika Juliana von Liewen, người bà yêu thích, là một người ủng hộ nổi bật của đảng Hats, cũng như Claes Ekeblad, Hans Henrik von Liewen, Anders Johan von Höpken và những thành viên khác trong hội bạn bè của Luise Ulrike. Thông qua các mối quan hệ trong triều đình, bà đã lập liên minh với đảng Hats. Chiến lược của Luise Ulrike là tác động đến số phiếu bầu tại quốc hội Riksdag thông qua hối lộ. Sau khi con trai cả chào đời vào năm 1746, Luise Ulrike tháp tùng Trữ quân trong chuyến công du chính thức khắp đất nước, trong chuyến công du, bà đã tập hợp các điệp viên trong số các thành viên của đảng Caps thông qua hối lộ. Khi Kalsenius, nghị sĩ của đảng Caps đến thăm, Luise Ulrike đã mô tả ông ta là: "Kẻ phản diện lớn nhất thế giới, nhưng ta sẽ không rời đi cho đến khi đút lót được ông ta. Đó là cách duy nhất để đạt được mục tiêu mà người ta mong muốn." Kalsenius cũng được xác nhận đã bỏ phiếu cùng đảng Hats về chính xác những vấn đề mà Luise Ulrike quan tâm trong cuộc bỏ phiếu tại Riksdag. Mục tiêu của bà là lật đổ hiến pháp và tái lập chế độ quân chủ chuyên chế bằng chủ nghĩa chuyên chế khai sáng tại Thụy Điển. Kế hoạch của Luise Ulrike được quốc tế biết đến qua việc sáng lập ra L'Ordre de l'Harmonie, với phương châm đoàn kết, và kế hoạch này đã bị Nga và Anh phản đối. Vào năm 1746, hai quốc gia liên minh với đảng Caps và cố gắng dàn dựng một cuộc đảo chính thông qua các điệp viên của họ tại Thụy Điển chống lại hoàng gia.
Vào tháng 2 năm 1748, Luise Ulrike đã chuẩn bị cuộc đảo chính đầu tiên của mình để lật đổ nghị viện ủng hộ theo chế độ quân chủ chuyên chế. Vào thời điểm đó, vua Fredrik I lâm bệnh và Nga đang tham gia vào Chiến tranh Kế vị Áo. Với sự ủng hộ của Tessin và Friedrich Đại đế, Luise Ulrike và đảng Hats đã đồng ý thay đổi hiến pháp theo hướng có nhiều quyền lực hơn cho hoàng gia, trong trường hợp nhà vua qua đời khi Nga đang tham gia vào cuộc chiến và không thể phản ứng. Luise Ulrike đồng ý để Riksdag giữ quyền lực về luật pháp, trong khi nhà vua sẽ được trao quyền về quân đội, ngân khố và chính sách đối ngoại. Cuộc đảo chính đã bị dập tắt khi chiến tranh kết thúc và Fredrik I đã bình phục. Về chính sách đối ngoại, Luise Ulrike trung thành với Phổ. Vua Friedrich Đại đế đã giao cho em gái nhiệm vụ phá vỡ liên minh giữa Thụy Điển và Nga để tạo ra liên minh với Phổ, và bà đã lập liên minh với Tessin, đại sứ Phổ và đảng Hats, thuyết phục Adolf Fredrik tuyên bố ủng hộ liên minh với Phổ. Mặc dù Luise Ulrike đã thất bại trong cuộc bỏ phiếu năm 1745, nhưng quốc hội đã bỏ phiếu cho liên minh giữa Thụy Điển, Phổ và Pháp vào năm 1747.

## Vương hậu

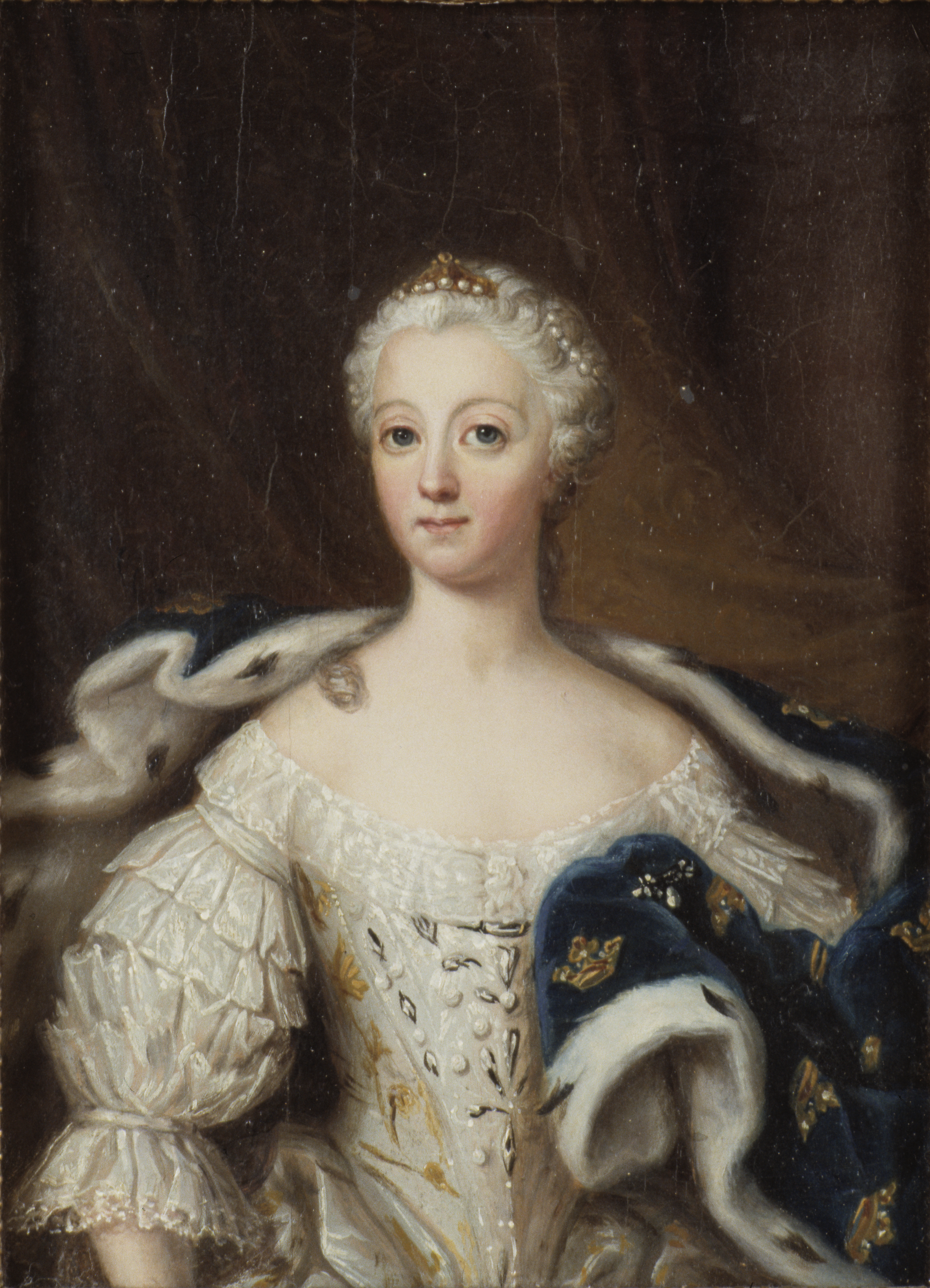
Luise Ulrike của Phổ bởi Ulrika Pasch.

Năm 1751, vào đêm trước khi vua Friedrich I băng hà, Luise Ulrike chuẩn bị một cuộc đảo chính với Trữ quân Adolf Fredrik và Hans Henrik von Liewen. Kế hoạch là thay vì được Riksdag Estates xác nhận là quốc vương sau khi tuyên thệ tôn trọng hiến pháp, Adolf Fredrik sẽ chủ động nắm quyền kiểm soát hội đồng hoàng gia ngay sau khi nhà vua qua đời và tuyên bố mình là quốc vương thừa kế thay vì được Riksdag bầu chọn.
Để điều tra công tác chuẩn bị của hội đồng hoàng gia, Luise Ulrike đã đích thân liên lạc với vị sủng thần, Nghị sĩ Carl Gustaf Tessin tại phòng ngủ của ông vào đêm hôm đó. Tuy nhiên, Tessin từ chối thông báo cho Luise Ulrike về kế hoạch của hội đồng và từ chối ủng hộ kế hoạch đảo chính của bà. Vào thời điểm nhà vua băng hà vào ngày 25 tháng 3, Tessin thay vào đó đã trình lên Adolf Fredrik một tuyên bố về lời thề hoàng gia để ký trước khi được công nhận là quốc vương. Vào ngày 26 tháng 3 năm 1751, Adolf Fredrik đã tuyên thệ trước Riksdag Estates rằng sẽ tôn trọng hiến pháp trước khi được công nhận là quốc vương trước sự chứng kiến của Luise Ulrike. Trước lễ đăng quang, Luise Ulrike trong sự hợp tác với Friedrich Đại đế, đã cố gắng chứng minh rằng hiến pháp cho phép nhà vua có nhiều quyền lực hơn những gì Riksdag đã tuyên bố, và nói rõ rằng bà đang cân nhắc việc từ chối cho phép Adolf Fredrik ký vào lời tuyên thệ. Vào ngày trước lễ đăng quang, Luise Ulrike cuối cùng buộc phải cho phép Adolf Fredrik ký tên.
Adolf Fredrik và Luise Ulrike đăng quang với tước hiệu Vua và Vương hậu Thụy Điển tại Storkyrkan ở Stockholm vào ngày 26 tháng 11 năm 1751. Với tư cách là Vương hậu, Luise Ulrike có một số vai trò quan trọng như một người bảo trợ cho văn hóa và khoa học. Năm 1753, bà thành lập Viện Hàn lâm Văn học, Lịch sử và Cổ vật Hoàng gia Thụy Điển, và đóng vai trò là người bảo trợ cho Carl von Linné, người được giao trách nhiệm quản lý bộ sưu tập khoa học tự nhiên tại Cung điện Drottningholm. Việc Luise Ulrike "nhận nuôi" Gustav Badin thực chất là một hình thức thí nghiệm khoa học, và bà cũng đóng vai trò là người bảo trợ cho các nghệ sĩ như Hedvig Charlotta Nordenflycht, Olof von Dalin, Jean Erik Rehn và Johan Pasch. Luise Ulrike cũng cho xây dựng Nhà hát Cung điện Drottningholm và nhà hát Confidencen. Tuy nhiên là một người thân Pháp, Luise Ulrike không mang lợi mà còn làm gián đoạn sự phát triển của nhà hát Thụy Điển khi bà trục xuất nhà hát tiếng Thụy Điển mới thành lập tại Bollhuset và thay thế bằng một Nhà hát Pháp là Du Londel Troupe vốn chỉ dành cho những người nói được tiếng Pháp.
Ngay sau lễ đăng quang, Luise Ulrike đã chuẩn bị một cuộc đảo chính mới ủng hộ chế độ quân chủ chuyên chế. Vương hậu Luise Ulrike chi phối Adolf Fredrik và triều đình một cách mạnh mẽ, và đã có thể là người cai trị thực sự trong thời kỳ trị vì của chồng nếu Thụy Điển là một chế độ quân chủ chuyên chế, dù vào thời điểm này Nhà vua chỉ giống như một vật trang trí. Điều này khiến Vương hậu vô cùng phật lòng vì bản thân bà được sinh ra trong một chế độ quân chủ chuyên chế. Luise Ulrike không thể hiểu cũng như không thể dung thứ cho quốc hội Thụy Điển Riksdag. Đối với bà, việc một người trong hoàng gia phải tiếp những người nông dân trong các phòng tiếp khách hoàng gia là không thể chấp nhận được, vì bà buộc phải làm như vậy với những người đại diện của nông dân từ Riksdag. Luise Ulrike càng tức giận hơn khi Riksdag buộc Nhà vua từ bỏ yêu sách đối với ngai vàng Holstein-Gottorp. Để thể hiện sự coi thường, Luise Ulrike đã làm bẽ mặt những người đại diện của Riksdag bằng cách sử dụng nghi thức của triều đình hoàng gia. Bà dừng xe ngựa của họ ở cổng Cung điện, bắt họ phải đợi hàng giờ trong khi bà để những người đến sau được tiếp đón cũng như để họ ngồi trên những chiếc ghế nhỏ hơn. Tại các nhà hát của triều đình, đoàn kịch Pháp và đoàn opera Ý đã trình diễn những vở kịch khuyến khích nhà vua nắm quyền kiểm soát vương quốc.
Tessin không còn được Luise Ulrike ủng hộ như một đồng minh chính trị, khi ông viết trong nhật ký rằng bà không còn thảo luận về chính trị với ông và "tuyên bố rằng người không tham gia vào chính trị". Luise Ulrike cũng phá vỡ liên minh trước đó với đảng Hats, những người phản đối kế hoạch của bà về một chế độ quân chủ chuyên chế. Thay vào đó, Luise Ulrike thành lập một đảng mới trong phe đối lập tại Riksdag bằng cách hứa thưởng cho những người theo bà trong trường hợp cuộc đảo chính ủng hộ quyền lực hoàng gia trở nên thành công. Nhóm được gọi là Hovpartiet ('Đảng Triều đình Hoàng gia'), các thành viên lãnh đạo là Carl Gustaf Löwenhielm, Adam Horn, Nils Adam Bielke, Erik Brahe, Eric Wrangel và Gustaf Jacob Horn. Năm 1753, Luise Ulrike lên kế hoạch đảo chính hội đồng hoàng gia để lật đổ hiến pháp với sự hợp tác của Anders Johan von Höpken, Carl Fredrik Scheffer và Claes Ekeblad, nhưng kế hoạch đã bị hủy bỏ khi Ekeblad từ chối. Ngoài ra, Luise Ulrike đã không thành công khi cố gắng thuyết phục Pháp rút lại sự ủng hộ đối với đảng Hats để tước đi sự ủng hộ nếu xảy ra một cuộc xung đột với đảng Hats mà bà và Hovpartiet lường trước về vấn đề hiến pháp, bằng cách tuyên bố rằng bà không muốn thay đổi hiến pháp, mà chỉ cố gắng chứng minh rằng nó thực chất cho phép quyền lực hoàng gia lớn hơn những gì Riksdag sẵn sàng thừa nhận.
Năm 1754 là thời điểm Tessin trở nên bị ghẻ lạnh. Sự ủng hộ của ông đối với Vương hậu đã giảm sút kể từ năm 1750-51, vào lần đầu tiên khi Tessin sử dụng Riksdag để buộc Luise Ulrike phải đồng ý với cuộc đính hôn giữa Thái tử Gustav và Sophie Magdalene của Đan Mạch khi chính bà muốn gả con trai mình cho Philippine xứ Brandenburg-Schwedt; và lần thứ hai khi ông phản bội kế hoạch đảo chính của Luise Ulrike khi Adolf Fredrik lên ngôi. Mối quan hệ giữa Luise Ulrike và Tessin chưa bao giờ được Adolf Fredrik nhìn nhận rõ ràng. Những nhân chứng vào thời điểm đó cho biết Tessin đã yêu bà và "không phải lúc nào cũng có thể che giấu tình cảm của mình dành cho Trữ phi". Không rõ liệu đã từng có bất kỳ mối quan hệ thân mật nào giữa Vương hậu và Tessin, nhưng chính Luise Ulrike đã đề cập trong hồi ký rằng bà cảm thấy bị xúc phạm một cách nào đó về điều này. Theo Thái tử Gustav viết vào năm 1769, Tessin đã đưa ra cho Luise Ulrike "những gợi ý khác xa với sự tôn kính mà người ta mong đợi dành cho một vị vua." Vương hậu cảm thấy lòng tự trọng của mình bị xúc phạm và đã thông báo cho Nhà vua, người đã bất ngờ bắt Tessin quỳ gối trước Vương hậu. Sự việc này đã dẫn đến sự thù địch của Nhà vua đối với Tessin và việc trục xuất Bá tước và Bá tước phu nhân Tessin khỏi triều đình, và Vương hậu chỉ nói rằng bà nhớ vị Bá tước phu nhân, nhưng không hề đề cập gì đến Tessin.
Câu hỏi về việc thay thế Tessin với vị trí gia sư của Thái tử đã khiến Vương hậu xung đột với Riksdag. Vị trí gia sư của Thái tử đã bị thay thế bằng Carl Fredrik Scheffer, một ứng cử viên do Riksdag lựa chọn, và việc bổ nhiệm vẫn được thực thi ngay cả khi Scheffer đã bị Vương hậu từ chối Năm 1755, Riksdag trình bày quyết định sửa chữa những lỗ hổng trong hiến pháp mà Luise Ulrike đã sử dụng để tuyên bố rằng Nhà vua có quyền lực hiến pháp lớn hơn những gì Riksdag cho phép ông thực hiện. Họ tuyên bố rằng những lỗ hổng trong hiến pháp cho phép quyền lực hoàng gia sẽ bị xóa bỏ và nhà vua sẽ không còn được phép từ chối ký tên, và nếu nhà vua làm vậy thì một con dấu có tên ông sẽ được sử dụng. Cùng lúc đó, một ủy ban của nhà nước bắt đầu điều tra các tội phạm chính trị. Điều này dẫn đến một cuộc đàn áp những người theo Luise Ulrike trong Hovpartiet, trong số họ, Eric Wrangel đã chạy trốn sang Na Uy để tránh bị bắt. Theo như báo cáo, sự khiêu khích này đã kích hoạt kế hoạch đảo chính của Vương hậu, được biết đến trong lịch sử là Cuộc đảo chính năm 1756.
Kế hoạch đầu tiên là cặp đôi hoàng gia sẽ đi đến Uppsala với lý do là đến thăm Cung điện Drottningholm. Tại Uppsala, họ sẽ triệu tập các trung đoàn Närke, Värmland và có thể là Uppland cũng như Đội cận vệ và hành quân về thủ đô, tuy nhiên kế hoạch bị hủy bỏ vì Nhà vua lâm bệnh vào tháng 4 năm 1755. Để tài trợ cho cuộc đảo chính, Vương hậu đã cầm cố một phần vương miện tại Berlin. Trong ba tháng sau lễ đăng quang, Luise Ulrike đã tháo 44 viên kim cương khỏi vương miện và thay thế bằng thủy tinh, bà đã cầm cố chúng ở Berlin để thế chấp cho một khoản vay với sự giúp đỡ của em trai là August. Vào thời điểm này, tin đồn đã lan đến Riksdag. Một nữ quan của Vương hậu là Ulrika Strömfelt, một tín đồ trung thành của đảng Hats và không ủng hộ chế độ quân chủ chuyên chế, được cho là đã thông báo với Riksdag rằng một số phần của Báu vật hoàng gia đã bị mất.
Vào tháng 4 năm 1756, Riksdag yêu cầu kiểm kê lại Báu vật hoàng gia, nhưng Luise Ulrike từ chối cho xem vì bà coi chúng là tài sản riêng của mình. Vào thời điểm này, Nhà vua lâm bệnh và Luise Ulrike đã có thời gian để gửi những món trang sức từ Berlin. Cuối cùng, bà buộc phải đồng ý trình diện những món trang sức để kiểm kê vào ngày 22 tháng 6. Để ngăn chặn điều này, Vương hậu và những người ủng hộ bà trong Hovpartiet là Hård, Horn và Brahe đã lên kế hoạch dàn dựng cuộc đảo chính trước ngày đó, bất chấp sự phản đối của vua Adolf Fredrik. Kế hoạch là hối lộ người dân để gây bạo loạn ở thủ đô. Những người ủng hộ Hovpartiet sau đó sẽ nắm quyền kiểm soát đội bảo vệ và đồn trú Stockholm, cũng được chuẩn bị thông qua hối lộ. Khi quân đội được huy động để giải quyết các cuộc bạo loạn, họ sẽ giành quyền kiểm soát các trụ sở quân sự của thủ đô: Riksdag sẽ bị đóng cửa, phe đối lập bị bắt giữ và một Riksdag mới sẽ được triệu tập để thông qua hiến pháp mới, tái lập chế độ quân chủ chuyên chế.
Ngày 21 tháng 6 năm 1756, người bảo hoàng Ernst Angel đã bị nghe lén khi đang bàn về kế hoạch của một cuộc cách mạng hoàng gia trong khi đang say xỉn tại một quán rượu. Cùng lúc đó, một trong những sĩ quan bảo hoàng là Christiernin đã cố gắng chiêu mộ Hạ sĩ Schedvin của quân đồn trú vào cuộc đảo chính, tuy nhiên, Schedvin đã thông báo cho đảng Hats. Vào ngày 22 tháng 6 năm 1756, Nhà vua và Vương hậu đã rời thủ đô đến Cung điện Ulriksdal để tránh có mặt trong quá trình kiểm kê lại Báu vật hoàng gia. Cùng ngày hôm đó, Ernst Angel, Christiernin, Stålsvärd, Puke, Angel và một số người khác đã bị bắt. Trong quá trình thẩm vấn, Ernst Angel đã tiết lộ toàn bộ âm mưu. Khi Nhà vua và Vương hậu trở về thủ đô vào đêm hôm đó, đường phố đang được các dân quân tuần tra. Các thành viên của Hovpartiet đã bị bắt giữ hoặc bỏ trốn để tránh bị bắt. Vào tháng 7 năm 1756, bảy thành viên trong những người ủng hộ Vương hậu đã bị hành quyết.
Riksdag Estates biết rõ rằng Vương hậu Luise Ulrike phải chịu trách nhiệm cho âm mưu đảo chính, và đã có những cuộc thảo luận về cách giải quyết tội lỗi của Vương hậu. Tuy nhiên, cuối cùng đã không có hành động nào được thực hiện chống lại bà, có thể là vì sự cân nhắc đến các thế lực ngoại bang. Vào ngày 4 tháng 8 năm 1756, một phái đoàn từ Riksdag do Tổng giám mục Uppsala là Samuel Troilius dẫn đầu, đã trình cho Luise Ulrike một bức thư, trong đó bà được yêu cầu là phải trả lời bằng một lá thư hối tiếc. Tuyên bố nêu rõ rằng "Vương hậu đã quên bổn phận của mình đối với Chúa, người phối ngẫu của người và Vương quốc Thụy Điển và rằng người phải chịu trách nhiệm cho máu của những người mới bị hành quyết". Luise Ulrike trả lời trịnh trọng bức thư từ Riksdag với lòng biết ơn về những lời khiển trách thay mặt cho lợi ích của quốc gia và của chính bà, và đảm bảo "rằng bà không muốn điều xấu xảy ra với Vương quốc", và Troilius thuật lại rằng "chỉ có Chúa mới biết liệu những lời này có thật lòng hay không, mặc dù người ta nên hy vọng vào điều tốt nhất". Tổng Giám mục báo cáo rằng ông đã nhìn thấy "những giọt nước mắt giận dữ và đau buồn" trong mắt bà. Riêng Luise Ulrike coi lời khiển trách đó là một sự xúc phạm nhục nhã, và bà viết cho anh trai là Friedrich Đại đế rằng trong suốt cuộc phỏng vấn, bà đã cố gắng biểu lộ "tất cả sự lạnh lùng, tất cả sự khinh miệt có thể [...] Trong những thời khắc khó khăn nhất, em tự nhắc nhở mình rằng mình là em gái của Friedrich Đại đế", và rằng bà không hối tiếc điều gì ngoài việc cuộc cách mạng của mình đã thất bại. Cùng lúc đó, Adolf Fredrik cũng yêu cầu một phái đoàn từ Riksdag đọc một tuyên bố, nêu rõ rằng ông sẽ bị phế truất nếu sự việc như vậy còn xảy ra một lần nữa.
Năm 1757, Thụy Điển tham gia Chiến tranh Bảy Năm và tuyên chiến với Phổ, quê hương của Luise Ulrike. Vương hậu phản đối hành động này và coi đó là một sự xúc phạm, đặc biệt là vì bà cho rằng chiến thắng của Thụy Điển trước Phổ sẽ dẫn đến việc phế truất Adolf Fredrik để thay thể bằng Christian xứ Zweibrücken-Birkenfeld. Tuy nhiên, Luise Ulrike coi thất bại tiềm tàng của Thụy Điển là cơ hội tốt để đảo chính theo hướng ủng hộ chế độ quân chủ chuyên chế, vì thất bại sẽ làm mất uy tín của Riksdag. Vì vậy, Luise Ulrike đã thành công khi yêu cầu Friedrich Đại nhờ bà làm người trung gian cho các cuộc đàm phán hòa bình trong tương lai. Khi thời cơ đến vào năm 1760, Luise Ulrike không thể tận dụng điều này vì thiếu số tiền cần thiết để hối lộ. Tuy nhiên vào năm 1761, Luise Ulrike đã xoay xở để đảm bảo tiền từ Anh và Phổ, và liên minh thông qua hối lộ với đảng Caps để tác động đến Riksdag theo hướng có lợi cho hòa bình với Phổ.
Vào tháng 1 năm 1762, đề xuất hòa bình với Phổ của Luise Ulrike đã được Riksdag chấp nhận thông qua các nghị sĩ do bà mua chuộc, để đổi lấy lời hứa không trả thù đảng Hats. Luise Ulrike được Riksdag giao nhiệm vụ để xử lý các cuộc đàm phán hòa bình với Phổ và đảm bảo rằng Thụy Điển có thể giữ Pomerania, một nhiệm vụ mà bà đã hoàn thành thành công, và Luise Ulrike đã được Riksdag trân trọng cảm ơn vì đã phục vụ nhà nước vào tháng 5. Để tỏ lòng biết ơn đối với hành động này, chính phủ đã trả nợ cho Luise Ulrike, điều này giúp bà có thể dùng tiền để tác động đến việc bỏ phiếu tại Riksdag thông qua hối lộ.

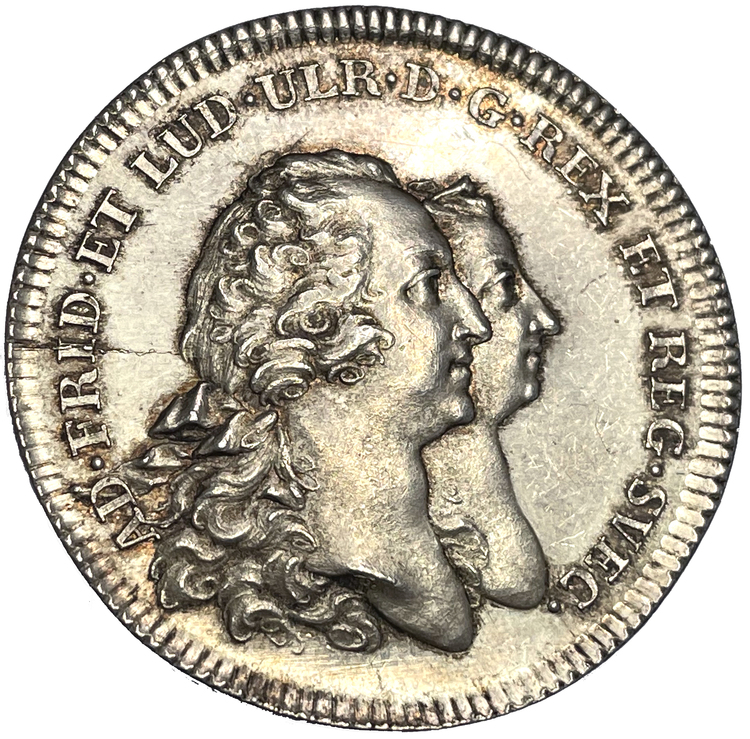
Medal of the king and queen 1762

Để đổi lấy sự phục vụ của mình trong chiến tranh, Luise Ulrike yêu cầu hủy bỏ cải cách hiến pháp năm 1756. Một kỳ họp Riksdag đặc biệt được quyết định triệu tập để thảo luận về bản hiến pháp đã sửa đổi, và cuối cùng, cuộc họp được ấn định diễn ra vào năm 1764. Trong hai năm trước đó, Luise Ulrike đã đàm phán với các thành viên của cả đảng Caps và Hats để chuẩn bị cho một cuộc cải cách thành công theo hướng ủng hộ chế độ quân chủ chuyên chế. Luise Ulrike đóng vai trò là người trung gian giữa hai bên để thống nhất về bản hiến pháp sẽ được chấp thuận trước khi Riksdag được triệu tập. Để chuẩn bị các thế lực từ nước ngoài cho hệ thống chính trị mới của Thụy Điển, Luise Ulrike đã thành lập một nội các bí mật, Secret de la Reine, để xử lý chính sách đối ngoại riêng của mình, đầu tiên bổ nhiệm Carl Wilhelm von Düben và sau đó là Nils Filip Gyldenstolpe vào vị trí "bộ trưởng ngoại giao" của bà. Luise Ulrike bổ nhiệm Anders Rudolf Du Rietz làm đại sứ không chính thức của mình với Ekaterina Đại đế tại Nga, và bà cũng chỉ định Carl Julius von Bohlen làm đại sứ chính thức của Thụy Điển tại Phổ. Luise Ulrike đã nhận được sự ủng hộ của Nga, Pháp và Anh, nhưng lại không đảm bảo được nguồn tiền cần thiết để hối lộ cho Riksdag sắp tới. Vào tháng 11 năm 1764, sự thống nhất giữa đảng Caps và Hats đã bị phá vỡ do sự nghi ngờ của Pháp (bên ủng hộ đảng Hats) và Anh (bên ủng hộ đảng Caps), khiến Luise Ulrike mất liên minh với đảng Hats.
Trong kỳ họp Riksdag năm 1765, Vương hậu đã cố gắng cân bằng giữa đảng Caps và đảng Hats bằng cách thành lập một đảng thứ ba gồm những người ủng hộ bà từ cả hai đảng dưới quyền của Malmstein, người mà Luise Ulrike đã bầu làm phó diễn giả. Cuộc bầu cử Riksdag năm 1765 đã được giành chiến thắng bởi đảng Caps. Bằng việc chứng minh cách bà có thể tác động đến số phiếu bầu trong quốc hội thông qua đảng thứ ba của mình, Luise Ulrike đã có thể đảm bảo liên minh với đảng Caps. Bà cũng triệu tập Đại sứ Nga với Kina Slott để bảo đảm sự ủng hộ từ Nga và đồng minh là Đan Mạch. Tuy nhiên, khi vấn đề Hiến pháp cuối cùng được nêu ra tại Riksdag vào tháng 8, đảng Caps đã từ chối chấp nhận việc tăng cường quyền lực của hoàng gia và thay vào đó còn hạn chế quyền lực của Vương quyền hơn nữa, và thế là nỗ lực của Luise Ulrike lại một lần nữa thất bại.

Vị thế quyền lực của Vương hậu Luise Ulrike đã xấu đi khi sức khỏe của Adolf Fredrik ngày càng suy yếu, và việc con trai bà là Thái tử Gustav ngày càng lớn lên. Luise Ulrike ra mối đe dọa này, và khi Gustav được tuyên bố là người trưởng thành vào năm 1762, bà đã không thành công khi phản đối việc con trai mình ngồi vào ghế trong hội đồng hoàng gia. Mối quan hệ căng thẳng giữa Luise Ulrike và Gustav, người mà bà coi là đối thủ chính trị, ngày càng trở nên căng thẳng khi Gustav phản đối ý muốn của mẹ bằng cách khăng khăng tôn trọng việc đính hôn với Sophie Magdalene của Đan Mạch, người mà ông kết hôn vào năm 1766, thay vì kết hôn với một cô dâu người Phổ do Luise Ulrike lựa chọn, điều mà Gustav coi là cách để bà duy trì ảnh hưởng đối với ông và gia đình. Điều này được thể hiện rõ bằng hành động quấy rối của Vương hậu đối với Thái tử phi khi đặt chân đến Thụy Điển. Sau Riksdag năm 1766, không còn là Luise Ulrike mà là Thái tử trở thành lãnh đạo của những người theo chế độ quân chủ chuyên chế. Năm 1767, khi đại sứ Pháp phác thảo đề xuất về một cuộc đảo chính của Thụy Điển, lần đầu tiên Thái tử thay vì Vương hậu được coi là nhân vật trung tâm của cuộc đảo chính.

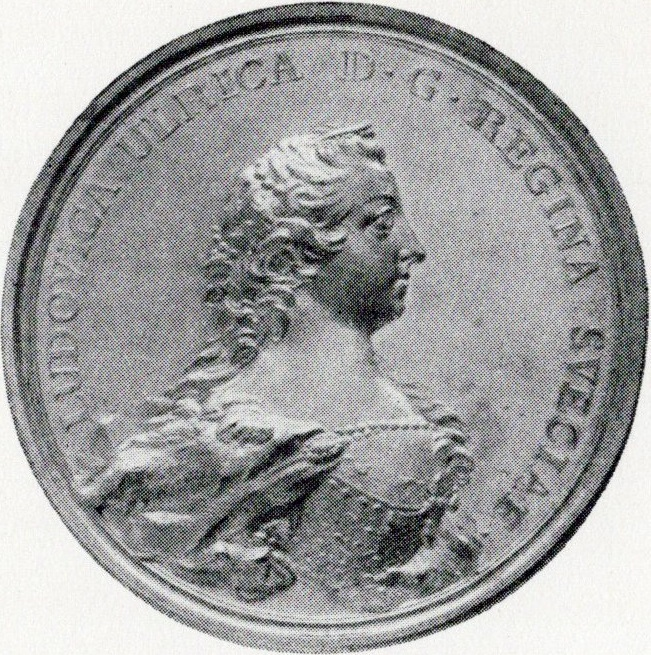
Huy chương của Vương hậu năm 1751

Trong cuộc khủng hoảng Tháng 12 năm 1768, Nhà vua đã từ chối ký một văn bản nhà nước và Riksdag đã được triệu tập để giải quyết tình hình. Những người theo chủ nghĩa bảo hoàng đã thảo luận về một cuộc đảo chính để lật đổ Riksdag và tái lập chế độ quân chủ chuyên chế. Luise Ulrike không ủng hộ đảo chính vào thời điểm đó, nhưng ý kiến của bà bị phớt lờ và thay vào đó, Thái tử được coi là người lãnh đạo phe đối lập. Cuộc đảo chính đã bị phá bỏ vì đảng Hats đã phá vỡ thỏa thuận chứ không phải vì sự phản đối của Vương hậu.
Sự kiêu ngạo cùng với quan điểm chính trị và xung đột của Luise Ulrike với Riksdag khiến cho bà càng ngày càng bớt đi sự yêu mến trong suốt thời gian làm Vương hậu. Carl Gustaf Tessin đã từng nói về Luise Ulrike: "Có vẻ như không thể phủ nhận, rằng Vương hậu của chúng ta sẽ là người cộng hòa kiên định nhất nếu người sinh ra là một thần dân; nhưng Chúa đã để người sinh ra ở một vị trí mà người ta phải cảnh giác với quyền lực của mình".

## Thái hậu

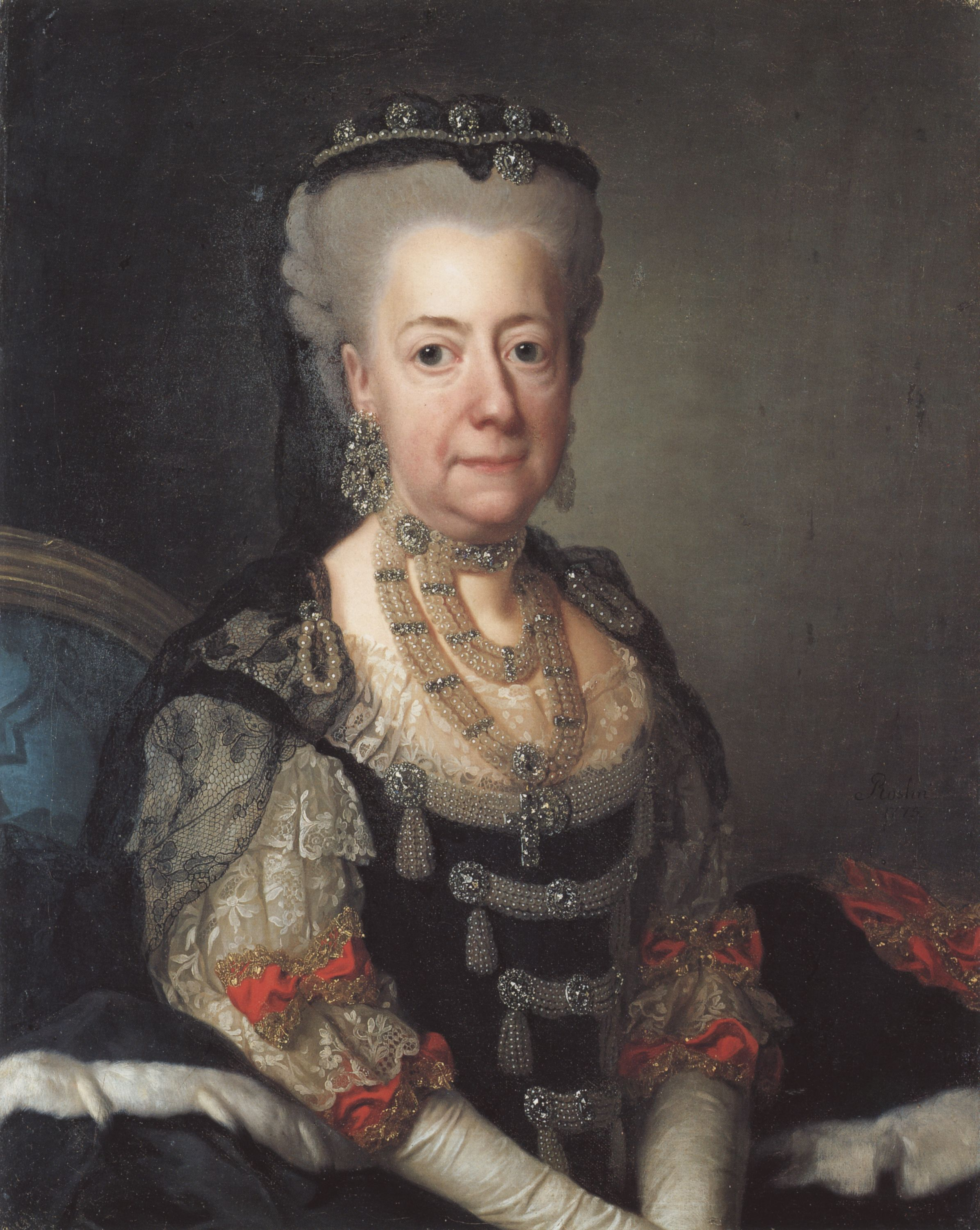
Luise Ulrike khi là Thái hậu

Năm 1771, vua Adolf Fredrik băng hà và Luise Ulrike trở thành Thái hậu. Vào thời điểm này, bà đã mất đi rất nhiều thiện cảm từ người dân Thụy Điển. Khi tin tức về cái chết của cố vương đến tai con trai bà, vị vua mới Gustav III lúc đó đang ở tại Paris, đã viết rằng Thái hậu phải được bảo vệ vì "Trẫm biết mẫu thân ít được yêu thương đến nhường nào".
Trong cuộc Cách mạng năm 1772, Gustav III đã thành công tại nơi Luise Ulrike đã thất bại vào năm 1756 bằng cách tái lập chế độ quân chủ chuyên chế, và cuộc cách mạng của ông đã khiến Luise Ulrike vô cùng hài lòng. Luise Ulrike đã viết thư cho Gustav III để chúc mừng con trai về cuộc đảo chính mà bà nói rằng: "Đúng vậy, con là con trai của ta, và con xứng đáng được như vậy". Vào thời điểm đảo chính, Thái hậu đang ở Berlin với con gái Sofia Albertina. Luise Ulrike đã có mặt tại Pomerania thuộc Thụy Điển khi tỉnh trở nên trung thành với hiến pháp mới. Khi anh trai bà là Friedrich Đại đế nói rằng các nước láng giềng hiện sẽ tấn công Thụy Điển, Luise Ulrike đã viết thư cho Friedrich rằng bà sẽ bảo vệ tỉnh Pomerania chống lại ông đến tận xương máu.
Tuy nhiên, Luise Ulrike không bao giờ có thể ổn định với vị trí Thái hậu. Bà đã mong đợi bản thân là người cai trị thực sự đằng sau ngai vàng, và khi Gustav III nói rõ rằng ông sẽ cai trị độc lập với mẹ, mối quan hệ của họ lại trở nên tồi tệ hơn. Năm 1772, Gustav đã ngăn cản kế hoạch gả em trai của ông Karl cho Philippine xứ Brandenburg-Schwedt, và vào năm 1774, Karl kết hôn với Hedwig Elisabeth Charlotta xứ Holstein-Gottorp. Gustav III đã trả hết nợ cho Luise Ulrike với điều kiện bà phải thành lập triều đình riêng tại Cung điện Fredrikshof, và vào năm 1777, Thái hậu buộc phải bán Cung điện Drottningholm cho Gustav.
Vào năm 1777–78, một xung đột với con trai Luise Ulrike nổ ra, và Thái hậu trở thành nhân vật chính trong vụ bê bối kế vị lớn liên quan đến tính hợp pháp của Thái tử. Vào năm 1777, hai người con trai nhỏ hơn là Karl và Fredrik Adolf đã đến thăm Luise Ulrike. Họ tuyên bố rằng tất cả phụ nữ trong triều đình đều có người tình, và ngoại trừ mẹ của họ, họ không thể nghĩ ra một người nào không làm vậy. Luise Ulrike cho rằng chắc chắn Vương hậu cũng phải là một ngoại lệ. Đáp lại, các Vương tử cười và hỏi liệu Thái hậu có nghe tin đồn rằng Sophie Magdalene ngoại tình với Fredrik Munck hay không. Thái hậu trở nên rất tức giận và ra lệnh cho Vương tử Karl điều tra xem liệu điều này có chính xác, vì quyền thừa kế ngai vàng của ông sẽ bị đe dọa bởi "con cháu chung của một nhà quý tộc phổ thông". Karl nói chuyện với Munck, Munck nói chuyện với vua Gustav, và Gustav nói chuyện với Karl, người tuyên bố rằng toàn bộ sự việc là lỗi của Thái hậu, dẫn đến một cuộc xung đột lớn giữa Luise Ulrike và con trai. Khi con trai của nhà vua là Gustav Adolf chào đời vào năm 1778, tin đồn lan truyền rằng đứa bé là con trai của Munck, và Luise Ulrike cáo buộc nhà vua có một người đàn ông khác làm cha đứa trẻ. Một vụ bê bối lớn đã nổ ra và nhà vua thậm chí còn đe dọa sẽ trục xuất Thái hậu đến Pomerania. Trong cuộc xung đột sau đó, những người con út luôn được Luise Ulrike yêu thích là Sofia Albertina và Fredrik đã đứng về phía mẹ chống lại anh trai. Luise Ulrike bị buộc phải đưa ra một tuyên bố chính thức, trong đó bà đã rút lại lời buộc tội của mình, và tuyên bố được ký bởi toàn bộ thành viên vương thất đã trưởng thành, ngoại trừ vợ chồng nhà vua, hai Vương tử, Vương nữ, Công tước phu nhân và sáu thành viên của quốc hội. Mối quan hệ giữa Thái hậu với Gustav không được hàn gắn cho đến khi bà sắp qua đời. Luise Ulrike qua đời tại Svartsjö vào ngày 16 tháng 7 năm 1782.

## Con cái
1. (Chết lưu) (1745)
2. Gustav III của Thụy Điển
3. Karl XIII của Thụy Điển
4. Fredrik Adolf, Công tước xứ Östergötland
5. Sofia Albertina, Viện mẫu xứ Quedlinburg

## Tổ tiên
| \| \| \| \| \| \| \| \| \| \| \| \| \| \| 16. Georg Wilhelm xứ Brandenburg \| \| \| \| \| \| \| \| \| \| \| \| \| \| \| \| \| \| \| \| \| \| \| \| \| \| \| \| \| \| \| \| \| \| \| \| \| \| \| \| \| \| \| \| \| \| \| \| \| \| \| \| \| \| \| \| \| \| \| \| 8. Friedrich Wilhelm I xứ Brandenburg \| \| \| \| \| \| \| \| \| \| \| \| \| \| \| \| \| \| \| \| \| \| \| \| \| \| \| \| \| \| \| \| \| \| \| \| \| \| \| \| \| \| \| \| \| \| \| \| \| \| \| \| \| \| \| \| \| \| \| \| \| \| \| \| \| \| \| \| \| \| \| \| 17. Elisabeth Charlotte của Pfalz \| \| \| \| \| \| \| \| \| \| \| \| \| \| \| \| \| \| \| \| \| \| \| \| \| \| \| \| \| \| \| \| \| \| \| \| \| \| \| \| \| \| \| \| \| \| \| \| \| \| \| \| \| \| \| \| \| \| \| \| \| \| \| \| \| \| \| \| \| \| \| \| 4. Friedrich I của Phổ \| \| \| \| \| \| \| \| \| \| \| \| \| \| \| \| \| \| \| \| \| \| \| \| \| \| \| \| \| \| \| \| \| \| \| \| \| \| \| \| \| \| \| \| \| \| \| \| \| \| \| \| \| \| \| \| \| \| \| \| \| \| \| \| \| \| \| \| \| \| \| \| 18. Frederik Hendrik xứ Oranje \| \| \| \| \| \| \| \| \| \| \| \| \| \| \| \| \| \| \| \| \| \| \| \| \| \| \| \| \| \| \| \| \| \| \| \| \| \| \| \| \| \| \| \| \| \| \| \| \| \| \| \| \| \| \| \| \| \| \| \| \| \| \| \| \| \| \| \| \| \| \| \| 9. Louise Henriëtte xứ Oranje-Nassau \| \| \| \| \| \| \| \| \| \| \| \| \| \| \| \| \| \| \| \| \| \| \| \| \| \| \| \| \| \| \| \| \| \| \| \| \| \| \| \| \| \| \| \| \| \| \| \| \| \| \| \| \| \| \| \| \| \| \| \| \| \| \| \| \| \| \| \| \| \| \| \| 19. Amalia xứ Solms-Braunfels \| \| \| \| \| \| \| \| \| \| \| \| \| \| \| \| \| \| \| \| \| \| \| \| \| \| \| \| \| \| \| \| \| \| \| \| \| \| \| \| \| \| \| \| \| \| \| \| \| \| \| \| \| \| \| \| \| \| \| \| \| \| \| \| \| \| \| \| \| \| \| \| 2. Friedrich Wilhelm I của Phổ \| \| \| \| \| \| \| \| \| \| \| \| \| \| \| \| \| \| \| \| \| \| \| \| \| \| \| \| \| \| \| \| \| \| \| \| \| \| \| \| \| \| \| \| \| \| \| \| \| \| \| \| \| \| \| \| \| \| \| \| \| \| \| \| \| \| \| \| \| \| \| \| 20. Georg I xứ Braunschweig (=24, 28) \| \| \| \| \| \| \| \| \| \| \| \| \| \| \| \| \| \| \| \| \| \| \| \| \| \| \| \| \| \| \| \| \| \| \| \| \| \| \| \| \| \| \| \| \| \| \| \| \| \| \| \| \| \| \| \| \| \| \| \| \| \| \| \| \| \| \| \| \| \| \| \| 10. Ernst August, Tuyển hầu tước xứ Hannover (=12) \| \| \| \| \| \| \| \| \| \| \| \| \| \| \| \| \| \| \| \| \| \| \| \| \| \| \| \| \| \| \| \| \| \| \| \| \| \| \| \| \| \| \| \| \| \| \| \| \| \| \| \| \| \| \| \| \| \| \| \| \| \| \| \| \| \| \| \| \| \| \| \| 21. Anna Eleonore xứ Hessen-Darmstadt (=25, 29) \| \| \| \| \| \| \| \| \| \| \| \| \| \| \| \| \| \| \| \| \| \| \| \| \| \| \| \| \| \| \| \| \| \| \| \| \| \| \| \| \| \| \| \| \| \| \| \| \| \| \| \| \| \| \| \| \| \| \| \| \| \| \| \| \| \| \| \| \| \| \| \| 5. Sophie Charlotte của Hannover \| \| \| \| \| \| \| \| \| \| \| \| \| \| \| \| \| \| \| \| \| \| \| \| \| \| \| \| \| \| \| \| \| \| \| \| \| \| \| \| \| \| \| \| \| \| \| \| \| \| \| \| \| \| \| \| \| \| \| \| \| \| \| \| \| \| \| \| \| \| \| \| 22. Friedrich V của Pfalz (=26) \| \| \| \| \| \| \| \| \| \| \| \| \| \| \| \| \| \| \| \| \| \| \| \| \| \| \| \| \| \| \| \| \| \| \| \| \| \| \| \| \| \| \| \| \| \| \| \| \| \| \| \| \| \| \| \| \| \| \| \| \| \| \| \| \| \| \| \| \| \| \| \| 11. Sophie của Pfalz (=13) \| \| \| \| \| \| \| \| \| \| \| \| \| \| \| \| \| \| \| \| \| \| \| \| \| \| \| \| \| \| \| \| \| \| \| \| \| \| \| \| \| \| \| \| \| \| \| \| \| \| \| \| \| \| \| \| \| \| \| \| \| \| \| \| \| \| \| \| \| \| \| \| 23. Elizabeth Stuart (=27) \| \| \| \| \| \| \| \| \| \| \| \| \| \| \| \| \| \| \| \| \| \| \| \| \| \| \| \| \| \| \| \| \| \| \| \| \| \| \| \| \| \| \| \| \| \| \| \| \| \| \| \| \| \| \| \| \| \| \| \| \| \| \| \| \| \| \| \| \| \| \| \| 1. Friederike Luise của Phổ \| \| \| \| \| \| \| \| \| \| \| \| \| \| \| \| \| \| \| \| \| \| \| \| \| \| \| \| \| \| \| \| \| \| \| \| \| \| \| \| \| \| \| \| \| \| \| \| \| \| \| \| \| \| \| \| \| \| \| \| \| \| \| \| \| \| \| \| \| \| \| \| 24. Georg I xứ Braunschweig (=20, 28) \| \| \| \| \| \| \| \| \| \| \| \| \| \| \| \| \| \| \| \| \| \| \| \| \| \| \| \| \| \| \| \| \| \| \| \| \| \| \| \| \| \| \| \| \| \| \| \| \| \| \| \| \| \| \| \| \| \| \| \| \| \| \| \| \| \| \| \| \| \| \| \| 12. Ernst August, Tuyển hầu tước xứ Hannover (=10) \| \| \| \| \| \| \| \| \| \| \| \| \| \| \| \| \| \| \| \| \| \| \| \| \| \| \| \| \| \| \| \| \| \| \| \| \| \| \| \| \| \| \| \| \| \| \| \| \| \| \| \| \| \| \| \| \| \| \| \| \| \| \| \| \| \| \| \| \| \| \| \| 25. Anna Eleonore xứ Hessen-Darmstadt (=21, 29) \| \| \| \| \| \| \| \| \| \| \| \| \| \| \| \| \| \| \| \| \| \| \| \| \| \| \| \| \| \| \| \| \| \| \| \| \| \| \| \| \| \| \| \| \| \| \| \| \| \| \| \| \| \| \| \| \| \| \| \| \| \| \| \| \| \| \| \| \| \| \| \| 6. George I của Anh \| \| \| \| \| \| \| \| \| \| \| \| \| \| \| \| \| \| \| \| \| \| \| \| \| \| \| \| \| \| \| \| \| \| \| \| \| \| \| \| \| \| \| \| \| \| \| \| \| \| \| \| \| \| \| \| \| \| \| \| \| \| \| \| \| \| \| \| \| \| \| \| 26. Friedrich V của Pfalz (=22) \| \| \| \| \| \| \| \| \| \| \| \| \| \| \| \| \| \| \| \| \| \| \| \| \| \| \| \| \| \| \| \| \| \| \| \| \| \| \| \| \| \| \| \| \| \| \| \| \| \| \| \| \| \| \| \| \| \| \| \| \| \| \| \| \| \| \| \| \| \| \| \| 13. Sophie của Pfalz (=11) \| \| \| \| \| \| \| \| \| \| \| \| \| \| \| \| \| \| \| \| \| \| \| \| \| \| \| \| \| \| \| \| \| \| \| \| \| \| \| \| \| \| \| \| \| \| \| \| \| \| \| \| \| \| \| \| \| \| \| \| \| \| \| \| \| \| \| \| \| \| \| \| 27. Elizabeth Stuart (=23) \| \| \| \| \| \| \| \| \| \| \| \| \| \| \| \| \| \| \| \| \| \| \| \| \| \| \| \| \| \| \| \| \| \| \| \| \| \| \| \| \| \| \| \| \| \| \| \| \| \| \| \| \| \| \| \| \| \| \| \| \| \| \| \| \| \| \| \| \| \| \| \| 3. Sophie Dorothea của Hannover \| \| \| \| \| \| \| \| \| \| \| \| \| \| \| \| \| \| \| \| \| \| \| \| \| \| \| \| \| \| \| \| \| \| \| \| \| \| \| \| \| \| \| \| \| \| \| \| \| \| \| \| \| \| \| \| \| \| \| \| \| \| \| \| \| \| \| \| \| \| \| \| 28. Georg I xứ Braunschweig (=20, 24) \| \| \| \| \| \| \| \| \| \| \| \| \| \| \| \| \| \| \| \| \| \| \| \| \| \| \| \| \| \| \| \| \| \| \| \| \| \| \| \| \| \| \| \| \| \| \| \| \| \| \| \| \| \| \| \| \| \| \| \| \| \| \| \| \| \| \| \| \| \| \| \| 14. Georg Wilhelm xứ Braunschweig-Lüneburg \| \| \| \| \| \| \| \| \| \| \| \| \| \| \| \| \| \| \| \| \| \| \| \| \| \| \| \| \| \| \| \| \| \| \| \| \| \| \| \| \| \| \| \| \| \| \| \| \| \| \| \| \| \| \| \| \| \| \| \| \| \| \| \| \| \| \| \| \| \| \| \| 29. Anna Eleonore xứ Hessen-Darmstadt (=21, 25) \| \| \| \| \| \| \| \| \| \| \| \| \| \| \| \| \| \| \| \| \| \| \| \| \| \| \| \| \| \| \| \| \| \| \| \| \| \| \| \| \| \| \| \| \| \| \| \| \| \| \| \| \| \| \| \| \| \| \| \| \| \| \| \| \| \| \| \| \| \| \| \| 7. Sophie Dorothea của Celle \| \| \| \| \| \| \| \| \| \| \| \| \| \| \| \| \| \| \| \| \| \| \| \| \| \| \| \| \| \| \| \| \| \| \| \| \| \| \| \| \| \| \| \| \| \| \| \| \| \| \| \| \| \| \| \| \| \| \| \| \| \| \| \| \| \| \| \| \| \| \| \| 30. Alexandre Desmier, Seigneur d'Olbreuse \| \| \| \| \| \| \| \| \| \| \| \| \| \| \| \| \| \| \| \| \| \| \| \| \| \| \| \| \| \| \| \| \| \| \| \| \| \| \| \| \| \| \| \| \| \| \| \| \| \| \| \| \| \| \| \| \| \| \| \| \| \| \| \| \| \| \| \| \| \| \| \| 15. Éléonore Desmier d'Olbreuse \| \| \| \| \| \| \| \| \| \| \| \| \| \| \| \| \| \| \| \| \| \| \| \| \| \| \| \| \| \| \| \| \| \| \| \| \| \| \| \| \| \| \| \| \| \| \| \| \| \| \| \| \| \| \| \| \| \| \| \| \| \| \| \| \| \| \| \| \| \| \| \| 31. Jacquette Poussard du Bas-Vandré \| \| \| \| \| \| \| \| \| \| \| \| \| \| \| \| \| \| \| \| \| \| \| \| \| \| \| \| \| \| \| \| \| \| \| \| \| \| \| \| \| \| \| \| \| \| \| \| \| \| \| \| |                                                    |  |  |  |  |  |  |  |  |  |  |  |                                  |  |  |  |
| |                                                    |  |  |  |  |  |  |  |  |  |  |  | 16. Georg Wilhelm xứ Brandenburg |  |  |  |
| |                                                    |  |  |  |  |  |  |  |  |  |  |  |                                  |  |  |  |
| |                                                    |  |  |  |  |  |  |  |  |  |  |  |                                  |  |  |  |
| |                                                    |  |  |  |  |  |  |  |  |  |  |  |                                  |  |  |  |
| | 8. Friedrich Wilhelm I xứ Brandenburg              |  |  |  |  |  |  |  |  |  |  |  |                                  |  |  |  |
| |                                                    |  |  |  |  |  |  |  |  |  |  |  |                                  |  |  |  |
| |                                                    |  |  |  |  |  |  |  |  |  |  |  |                                  |  |  |  |
| |                                                    |  |  |  |  |  |  |  |  |  |  |  |                                  |  |  |  |
| | 17. Elisabeth Charlotte của Pfalz                  |  |  |  |  |  |  |  |  |  |  |  |                                  |  |  |  |
| |                                                    |  |  |  |  |  |  |  |  |  |  |  |                                  |  |  |  |
| |                                                    |  |  |  |  |  |  |  |  |  |  |  |                                  |  |  |  |
| |                                                    |  |  |  |  |  |  |  |  |  |  |  |                                  |  |  |  |
| | 4. Friedrich I của Phổ                             |  |  |  |  |  |  |  |  |  |  |  |                                  |  |  |  |
| |                                                    |  |  |  |  |  |  |  |  |  |  |  |                                  |  |  |  |
| |                                                    |  |  |  |  |  |  |  |  |  |  |  |                                  |  |  |  |
| |                                                    |  |  |  |  |  |  |  |  |  |  |  |                                  |  |  |  |
| | 18. Frederik Hendrik xứ Oranje                     |  |  |  |  |  |  |  |  |  |  |  |                                  |  |  |  |
| |                                                    |  |  |  |  |  |  |  |  |  |  |  |                                  |  |  |  |
| |                                                    |  |  |  |  |  |  |  |  |  |  |  |                                  |  |  |  |
| |                                                    |  |  |  |  |  |  |  |  |  |  |  |                                  |  |  |  |
| | 9. Louise Henriëtte xứ Oranje-Nassau               |  |  |  |  |  |  |  |  |  |  |  |                                  |  |  |  |
| |                                                    |  |  |  |  |  |  |  |  |  |  |  |                                  |  |  |  |
| |                                                    |  |  |  |  |  |  |  |  |  |  |  |                                  |  |  |  |
| |                                                    |  |  |  |  |  |  |  |  |  |  |  |                                  |  |  |  |
| | 19. Amalia xứ Solms-Braunfels                      |  |  |  |  |  |  |  |  |  |  |  |                                  |  |  |  |
| |                                                    |  |  |  |  |  |  |  |  |  |  |  |                                  |  |  |  |
| |                                                    |  |  |  |  |  |  |  |  |  |  |  |                                  |  |  |  |
| |                                                    |  |  |  |  |  |  |  |  |  |  |  |                                  |  |  |  |
| | 2. Friedrich Wilhelm I của Phổ                     |  |  |  |  |  |  |  |  |  |  |  |                                  |  |  |  |
| |                                                    |  |  |  |  |  |  |  |  |  |  |  |                                  |  |  |  |
| |                                                    |  |  |  |  |  |  |  |  |  |  |  |                                  |  |  |  |
| |                                                    |  |  |  |  |  |  |  |  |  |  |  |                                  |  |  |  |
| | 20. Georg I xứ Braunschweig (=24, 28)              |  |  |  |  |  |  |  |  |  |  |  |                                  |  |  |  |
| |                                                    |  |  |  |  |  |  |  |  |  |  |  |                                  |  |  |  |
| |                                                    |  |  |  |  |  |  |  |  |  |  |  |                                  |  |  |  |
| |                                                    |  |  |  |  |  |  |  |  |  |  |  |                                  |  |  |  |
| | 10. Ernst August, Tuyển hầu tước xứ Hannover (=12) |  |  |  |  |  |  |  |  |  |  |  |                                  |  |  |  |
| |                                                    |  |  |  |  |  |  |  |  |  |  |  |                                  |  |  |  |
| |                                                    |  |  |  |  |  |  |  |  |  |  |  |                                  |  |  |  |
| |                                                    |  |  |  |  |  |  |  |  |  |  |  |                                  |  |  |  |
| | 21. Anna Eleonore xứ Hessen-Darmstadt (=25, 29)    |  |  |  |  |  |  |  |  |  |  |  |                                  |  |  |  |
| |                                                    |  |  |  |  |  |  |  |  |  |  |  |                                  |  |  |  |
| |                                                    |  |  |  |  |  |  |  |  |  |  |  |                                  |  |  |  |
| |                                                    |  |  |  |  |  |  |  |  |  |  |  |                                  |  |  |  |
| | 5. Sophie Charlotte của Hannover                   |  |  |  |  |  |  |  |  |  |  |  |                                  |  |  |  |
| |                                                    |  |  |  |  |  |  |  |  |  |  |  |                                  |  |  |  |
| |                                                    |  |  |  |  |  |  |  |  |  |  |  |                                  |  |  |  |
| |                                                    |  |  |  |  |  |  |  |  |  |  |  |                                  |  |  |  |
| | 22. Friedrich V của Pfalz (=26)                    |  |  |  |  |  |  |  |  |  |  |  |                                  |  |  |  |
| |                                                    |  |  |  |  |  |  |  |  |  |  |  |                                  |  |  |  |
| |                                                    |  |  |  |  |  |  |  |  |  |  |  |                                  |  |  |  |
| |                                                    |  |  |  |  |  |  |  |  |  |  |  |                                  |  |  |  |
| | 11. Sophie của Pfalz (=13)                         |  |  |  |  |  |  |  |  |  |  |  |                                  |  |  |  |
| |                                                    |  |  |  |  |  |  |  |  |  |  |  |                                  |  |  |  |
| |                                                    |  |  |  |  |  |  |  |  |  |  |  |                                  |  |  |  |
| |                                                    |  |  |  |  |  |  |  |  |  |  |  |                                  |  |  |  |
| | 23. Elizabeth Stuart (=27)                         |  |  |  |  |  |  |  |  |  |  |  |                                  |  |  |  |
| |                                                    |  |  |  |  |  |  |  |  |  |  |  |                                  |  |  |  |
| |                                                    |  |  |  |  |  |  |  |  |  |  |  |                                  |  |  |  |
| |                                                    |  |  |  |  |  |  |  |  |  |  |  |                                  |  |  |  |
| | 1. Friederike Luise của Phổ                        |  |  |  |  |  |  |  |  |  |  |  |                                  |  |  |  |
| |                                                    |  |  |  |  |  |  |  |  |  |  |  |                                  |  |  |  |
| |                                                    |  |  |  |  |  |  |  |  |  |  |  |                                  |  |  |  |
| |                                                    |  |  |  |  |  |  |  |  |  |  |  |                                  |  |  |  |
| | 24. Georg I xứ Braunschweig (=20, 28)              |  |  |  |  |  |  |  |  |  |  |  |                                  |  |  |  |
| |                                                    |  |  |  |  |  |  |  |  |  |  |  |                                  |  |  |  |
| |                                                    |  |  |  |  |  |  |  |  |  |  |  |                                  |  |  |  |
| |                                                    |  |  |  |  |  |  |  |  |  |  |  |                                  |  |  |  |
| | 12. Ernst August, Tuyển hầu tước xứ Hannover (=10) |  |  |  |  |  |  |  |  |  |  |  |                                  |  |  |  |
| |                                                    |  |  |  |  |  |  |  |  |  |  |  |                                  |  |  |  |
| |                                                    |  |  |  |  |  |  |  |  |  |  |  |                                  |  |  |  |
| |                                                    |  |  |  |  |  |  |  |  |  |  |  |                                  |  |  |  |
| | 25. Anna Eleonore xứ Hessen-Darmstadt (=21, 29)    |  |  |  |  |  |  |  |  |  |  |  |                                  |  |  |  |
| |                                                    |  |  |  |  |  |  |  |  |  |  |  |                                  |  |  |  |
| |                                                    |  |  |  |  |  |  |  |  |  |  |  |                                  |  |  |  |
| |                                                    |  |  |  |  |  |  |  |  |  |  |  |                                  |  |  |  |
| | 6. George I của Anh                                |  |  |  |  |  |  |  |  |  |  |  |                                  |  |  |  |
| |                                                    |  |  |  |  |  |  |  |  |  |  |  |                                  |  |  |  |
| |                                                    |  |  |  |  |  |  |  |  |  |  |  |                                  |  |  |  |
| |                                                    |  |  |  |  |  |  |  |  |  |  |  |                                  |  |  |  |
| | 26. Friedrich V của Pfalz (=22)                    |  |  |  |  |  |  |  |  |  |  |  |                                  |  |  |  |
| |                                                    |  |  |  |  |  |  |  |  |  |  |  |                                  |  |  |  |
| |                                                    |  |  |  |  |  |  |  |  |  |  |  |                                  |  |  |  |
| |                                                    |  |  |  |  |  |  |  |  |  |  |  |                                  |  |  |  |
| | 13. Sophie của Pfalz (=11)                         |  |  |  |  |  |  |  |  |  |  |  |                                  |  |  |  |
| |                                                    |  |  |  |  |  |  |  |  |  |  |  |                                  |  |  |  |
| |                                                    |  |  |  |  |  |  |  |  |  |  |  |                                  |  |  |  |
| |                                                    |  |  |  |  |  |  |  |  |  |  |  |                                  |  |  |  |
| | 27. Elizabeth Stuart (=23)                         |  |  |  |  |  |  |  |  |  |  |  |                                  |  |  |  |
| |                                                    |  |  |  |  |  |  |  |  |  |  |  |                                  |  |  |  |
| |                                                    |  |  |  |  |  |  |  |  |  |  |  |                                  |  |  |  |
| |                                                    |  |  |  |  |  |  |  |  |  |  |  |                                  |  |  |  |
| | 3. Sophie Dorothea của Hannover                    |  |  |  |  |  |  |  |  |  |  |  |                                  |  |  |  |
| |                                                    |  |  |  |  |  |  |  |  |  |  |  |                                  |  |  |  |
| |                                                    |  |  |  |  |  |  |  |  |  |  |  |                                  |  |  |  |
| |                                                    |  |  |  |  |  |  |  |  |  |  |  |                                  |  |  |  |
| | 28. Georg I xứ Braunschweig (=20, 24)              |  |  |  |  |  |  |  |  |  |  |  |                                  |  |  |  |
| |                                                    |  |  |  |  |  |  |  |  |  |  |  |                                  |  |  |  |
| |                                                    |  |  |  |  |  |  |  |  |  |  |  |                                  |  |  |  |
| |                                                    |  |  |  |  |  |  |  |  |  |  |  |                                  |  |  |  |
| | 14. Georg Wilhelm xứ Braunschweig-Lüneburg         |  |  |  |  |  |  |  |  |  |  |  |                                  |  |  |  |
| |                                                    |  |  |  |  |  |  |  |  |  |  |  |                                  |  |  |  |
| |                                                    |  |  |  |  |  |  |  |  |  |  |  |                                  |  |  |  |
| |                                                    |  |  |  |  |  |  |  |  |  |  |  |                                  |  |  |  |
| | 29. Anna Eleonore xứ Hessen-Darmstadt (=21, 25)    |  |  |  |  |  |  |  |  |  |  |  |                                  |  |  |  |
| |                                                    |  |  |  |  |  |  |  |  |  |  |  |                                  |  |  |  |
| |                                                    |  |  |  |  |  |  |  |  |  |  |  |                                  |  |  |  |
| |                                                    |  |  |  |  |  |  |  |  |  |  |  |                                  |  |  |  |
| | 7. Sophie Dorothea của Celle                       |  |  |  |  |  |  |  |  |  |  |  |                                  |  |  |  |
| |                                                    |  |  |  |  |  |  |  |  |  |  |  |                                  |  |  |  |
| |                                                    |  |  |  |  |  |  |  |  |  |  |  |                                  |  |  |  |
| |                                                    |  |  |  |  |  |  |  |  |  |  |  |                                  |  |  |  |
| | 30. Alexandre Desmier, Seigneur d'Olbreuse         |  |  |  |  |  |  |  |  |  |  |  |                                  |  |  |  |
| |                                                    |  |  |  |  |  |  |  |  |  |  |  |                                  |  |  |  |
| |                                                    |  |  |  |  |  |  |  |  |  |  |  |                                  |  |  |  |
| |                                                    |  |  |  |  |  |  |  |  |  |  |  |                                  |  |  |  |
| | 15. Éléonore Desmier d'Olbreuse                    |  |  |  |  |  |  |  |  |  |  |  |                                  |  |  |  |
| |                                                    |  |  |  |  |  |  |  |  |  |  |  |                                  |  |  |  |
| |                                                    |  |  |  |  |  |  |  |  |  |  |  |                                  |  |  |  |
| |                                                    |  |  |  |  |  |  |  |  |  |  |  |                                  |  |  |  |
| | 31. Jacquette Poussard du Bas-Vandré               |  |  |  |  |  |  |  |  |  |  |  |                                  |  |  |  |
| |                                                    |  |  |  |  |  |  |  |  |  |  |  |                                  |  |  |  |
| |                                                    |  |  |  |  |  |  |  |  |  |  |  |                                  |  |  |  |